# Várad (település)
Várad község Baranya vármegyében, a Szigetvári járásban.

## Fekvése
Szigetvár déli vonzáskörzetében helyezkedik el; a szomszédos települések: észak felől Molvány és Hobol, kelet felől Szentegát, délkelet felől Bürüs, délnyugat felől Kétújfalu, nyugat felől pedig Gyöngyösmellék.

### Megközelítése
Közigazgatási területét érinti a Szigetvártól Sellye térségéig (Drávafokig) húzódó 5808-as út, így mindhárom említett település felől ezen az úton közelíthető meg. Központját azonban az előbbi út elkerüli, azon csak az 58 147-es számú mellékút vezet keresztül, amelyre Kétújfalutól körülbelül egy kilométerre északra lehet letérni (ez az út Várad után még továbbvezet Bürüs centrumáig).

## Története
Váradot 1332-ben említették először a pápai tizedjegyzékben Vorad néven, mint a Hahótiak birtokát. A későbbiekben a Dombai, majd a Bakonyai család családok birtoka lett. A török időkben e település is elnéptelenedett és csak a 18. században népesült be újra, mikor református magyarok érkeztek a községbe. Birtokosai voltak még a Rindsmaul, Czindery, Wenckheim és Andrási családok is.
Az 1910-es népszámláláskor 302 magyar lakosa volt, ebből 113 római katolikus, 189 református volt.
Az 1950-es megyerendezéssel a korábban Somogy vármegyéhez tartozó települést a Szigetvári járás részeként Baranyához csatolták.
Fényes Elek Magyarország geographiai szótára című művében 1851-ben írta  a településről: „Várad, magyar falu, Somogy vármegyében, az Ókor mellett, utolsó postája Szigetvár, 128 református lakossal. Bírja Czindery László.”

## Közélete

### Polgármesterei
| 1990–'94      | 1994–'98      | 1998–'02    | 2002–'06    | 2006–'10    | 2010–'14    | 2014–'19      | 2019–'24    | 2024–       |
| ------------- | ------------- | ----------- | ----------- | ----------- | ----------- | ------------- | ----------- | ----------- |
| Séner Antalné | Séner Antalné | Kiss István | Kiss István | Kiss István | Kiss István | Balogh Ferenc | Kiss Ildikó | Kiss Ildikó |
|               |               |             |             |             |             |               |             |             |
| –             | –             | –           | –           | –           | –           | –             | –           | –           |
|               |               |             |             |             |             |               |             |             |

| A polgármester-választások főbb adatai | A polgármester-választások főbb adatai | A polgármester-választások főbb adatai | A polgármester-választások főbb adatai | A polgármester-választások főbb adatai | A polgármester-választások főbb adatai | A polgármester-választások főbb adatai | A polgármester-választások főbb adatai | A polgármester-választások főbb adatai |
| Év                                     | Jelöltek száma                         | Részvétel                              | Megválasztott polgármester             | Megválasztott polgármester             | Megválasztott polgármester             | Szavazat                               | Szavazat                               | Forrás                                 |
| Év                                     | Jelöltek száma                         | Részvétel                              | név                                    | szervezet                              | szervezet                              | db                                     | érv.%                                  | Forrás                                 |
| -------------------------------------- | -------------------------------------- | -------------------------------------- | -------------------------------------- | -------------------------------------- | -------------------------------------- | -------------------------------------- | -------------------------------------- | -------------------------------------- |
| 1990                                   | (nincs adat)                           | (nincs adat)                           | Séner Antalné                          |                                        | –                                      | (nincs adat)                           | (nincs adat)                           | [ 3 ]                                  |
| 1994                                   | 1                                      | 44%                                    | Séner Antalné                          |                                        | –                                      | 39                                     | 100%                                   | [ 4 ]                                  |
| 1998                                   | 3                                      | 85%                                    | Kiss István                            |                                        | –                                      | 49                                     | 58%                                    | [ 5 ]                                  |
| 2002                                   | 2                                      | 78%                                    | Kiss István                            |                                        | –                                      | 41                                     | 51%                                    | [ 6 ]                                  |
| 2006                                   | 3                                      | 91%                                    | Kiss István                            |                                        | –                                      | 51                                     | 61%                                    | [ 7 ]                                  |
| 2010                                   | 2                                      | 87%                                    | Kiss István                            |                                        | –                                      | 54                                     | 66%                                    | [ 8 ]                                  |
| 2014                                   | 4                                      | 90%                                    | Balogh Ferenc                          |                                        | –                                      | 39                                     | 41%                                    | [ 9 ]                                  |
| 2019                                   | 3                                      | 88%                                    | Kiss Ildikó                            |                                        | –                                      | 42                                     | 46%                                    | [ 10 ]                                 |
| 2024                                   | 3                                      | 87,37%                                 | Kiss Ildikó                            |                                        | –                                      | 107                                    | 64,46%                                 | [ 1 ]                                  |

## Népesség
A település népességének változása:
| Lakosok száma | 116  | 115  | 114  | 120  | 131  | 125  | 132  | 120  |
|               | 2013 | 2014 | 2015 | 2019 | 2021 | 2022 | 2023 | 2024 |

A 2011-es népszámlálás során a lakosok 98,2%-a magyarnak, 18% cigánynak, 1,8% horvátnak mondta magát (1,8% nem nyilatkozott; a kettős identitások miatt a végösszeg nagyobb lehet 100%-nál). A vallási megoszlás a következő volt: római katolikus 69,4%, református 11,7%, felekezeten kívüli 16,2% (2,7% nem nyilatkozott).
2022-ben a lakosság 90,4%-a vallotta magát magyarnak, 8% cigánynak, 1,6% horvátnak, 0,8% egyéb, nem hazai nemzetiségűnek (9,6% nem nyilatkozott; a kettős identitások miatt a végösszeg nagyobb lehet 100%-nál). Vallásuk szerint 47,2% volt római katolikus, 10,4% református, 18,4% felekezeten kívüli (24% nem válaszolt).